# Мытищи (Комсомольский район)
Мытищи — село в Комсомольском районе Ивановской области России, входит в состав Новоусадебского сельского поселения.

## География
Село расположено в 13 км на северо-запад от райцентра города Комсомольск.

## История
В второй половине XVIII столетия в Мытищах существовала деревянная церковь в честь Святителя и Чудотворца Николая и при ней был самостоятельный приход. В 1783 году деревянная церковь была за ветхостью разобрана, а вместо неё на средства прихожан построена каменная в честь того же святого и одним престолом. Одновременно с церковью была построена каменная колокольня. В 1832 году церковь была расширена и в ней устроен был теплый предел в честь Усекновения главы Иоанна Предтечи. В 1852 году построен и освящен другой придел в честь Архистратига Божьего Михаила. В 1893 году приход состоял из села (78 дворов) и деревень: Старово, Ворятино, Слободка, Смольницы. Всех дворов в приходе 252, мужчин — 654, женщин — 758. С 1872 года в селе была открыта школа, содержавшаяся на средства земства.
В конце XIX — начале XX века село входило в состав Румянцевской волости Суздальского уезда Владимирской губернии.
С 1929 года село являлось центром Мытищинского сельсовета Тейковского района, с 1932 года — в составе Комсомольского района, с 1983 года — в составе Новоусадебского сельсовета, с 2005 года — в составе Новоусадебского сельского поселения.

## Население
| 1859 | 1905 | 2010 |
| ---- | ---- | ---- |
| 332  | ↗445 | ↘148 |

## Достопримечательности
В селе находится недействующая Церковь Николая Чудотворца (1783)